# Claude La Colombière
Pour les articles homonymes, voir Saint Claude, Claude et La Colombière.
Claude La Colombière (Saint-Symphorien-d'Ozon, 2 février 1641 - Paray-le-Monial, 15 février 1682) est un prêtre jésuite français, prédicateur, directeur de conscience, conseiller personnel et écrivain spirituel. Ses textes encouragent la dévotion au Cœur de Jésus avec des dispositions ascétiques. Béatifié le 16 juin 1929 par le pape Pie XI, et canonisé le 31 mai 1992 par le pape Jean-Paul II,, il est liturgiquement commémoré le 15 février.

## Biographie

### Ses jeunes années
Son père, Bertrand, était notaire royal à Saint-Symphorien, dans ce qui était alors la province du Dauphiné, et sa mère s'appelait Marguerite Coindat. Quatre des six enfants de cette famille profondément chrétienne entrèrent dans la vie religieuse, Claude qui entra dans la Compagnie de Jésus, Floris devint archidiacre, Marguerite-Élisabeth fut Visitandine et Joseph, fut vicaire général au Canada.
Après des études au collège des Jésuites de Notre-Dame du Bon Secours de Lyon, puis, à partir de 1650 à celui de la Trinité dans la même ville, Claude entra le 25 octobre 1658 au noviciat de la Compagnie de Jésus à Avignon. Il le fit en dépit de ce qu'il devait avouer en confidence comme « une grande aversion pour la vie qu'il allait embrasser », tout en reconnaissant que c'est en devenant disciple qu'il porterait du fruit. Une fois terminé le noviciat de deux ans que pratiquait la Société, restant désormais à Avignon, il commença ses études supérieures, fit sa profession religieuse, termina ses études et passa les cinq années suivantes comme régent, enseignant la grammaire et la littérature.

### Ministère chez les Jésuites

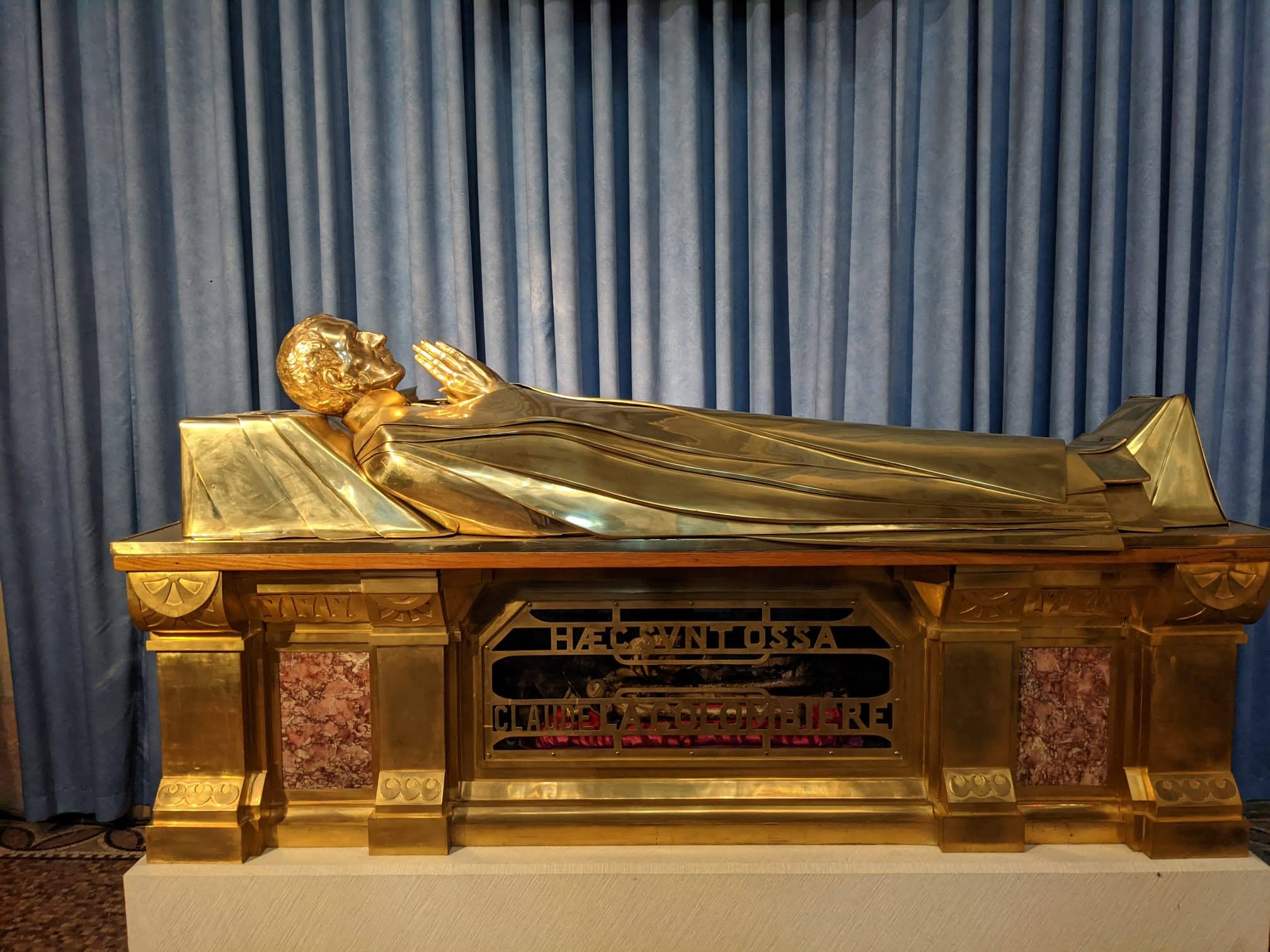
Châsse de Claude La Colombière dans la Chapelle la Colombière de Paray-le-Monial.

En 1666, il est envoyé à Paris pour étudier la théologie au collège de Clermont. Il fut également choisi comme précepteur des enfants de Colbert, contrôleur général des finances. Ses études terminées, il fut ordonné prêtre et affecté pour commencer comme enseignant dans son ancienne école à Lyon. Il rejoignit ensuite l'équipe des Jésuites chargée de la prédication, et devint fameux pour la clarté et la sûreté de ses sermons.
Après quinze ans de vie religieuse, il fit sa dernière période de probation connue sous le nom de Troisième An, qui devait se révéler décisive dans sa vie. Cherchant la plus haute perfection spirituelle, il fit le vœu d'observer fidèlement la règle et les constitutions de son ordre sous peine de péché. Ceux qui vécurent avec lui purent certifier que ce vœu fut observé avec la plus grande exactitude.
En 1674, Claude La Colombière fut nommé supérieur de la résidence des Jésuites à Paray-le-Monial, et c'est là qu'il devint le directeur spirituel de Marguerite-Marie Alacoque, religieuse Visitandine, ce qui fit de lui un apôtre ardent de la dévotion au Sacré-Cœur.
Il fut également l'un des artisans du virage catholique pris par l'Église dans le cadre de la révocation de l'édit de Nantes.
En 1676, il fut envoyé en Angleterre comme prédicateur de la catholique Marie-Béatrice de Modène, duchesse d'York, future reine d'Angleterre. À la cour de Saint-James il mena d'abord l'existence d'un religieux déterminé et se montra un missionnaire aussi actif qu'il l'avait été en France.
Son ardeur et sa santé furent altérés en raison de la rigueur des hivers et du brouillard, ajoutée à celle qu’il s’imposait en n'allumant pas de feu de cheminée. Puis il fut jeté en prison trois semaines, dénoncé comme supposé conspirateur faisant partie du complot papiste de Titus Oates. Malgré ces difficultés, il continua à entretenir une correspondance spirituelle avec Marguerite-Marie Alacoque. Sa qualité de prédicateur de la duchesse d'York et sa protection par Louis XIV, dont il était le sujet, lui permirent d'échapper à la mort. Il fut condamné au bannissement (fin 1678).
À son retour en France, il pensait pouvoir continuer comme avant, apostolat et prédication. Les médecins lui conseillèrent de préserver sa gorge et ses poumons. Il passa alors les deux dernières années de sa vie à Lyon en tant que directeur spirituel de jeunes Jésuites. Il mourut à Paray-le-Monial, le 15 février 1682.

Ses reliques sont conservées à Paray-le-Monial, en la chapelle de la Colombière, à proximité du couvent des sœurs de la Visitation. Le postulateur de la cause de sa béatification fut le prêtre Jésuite Victor Drevon (1820-1880).

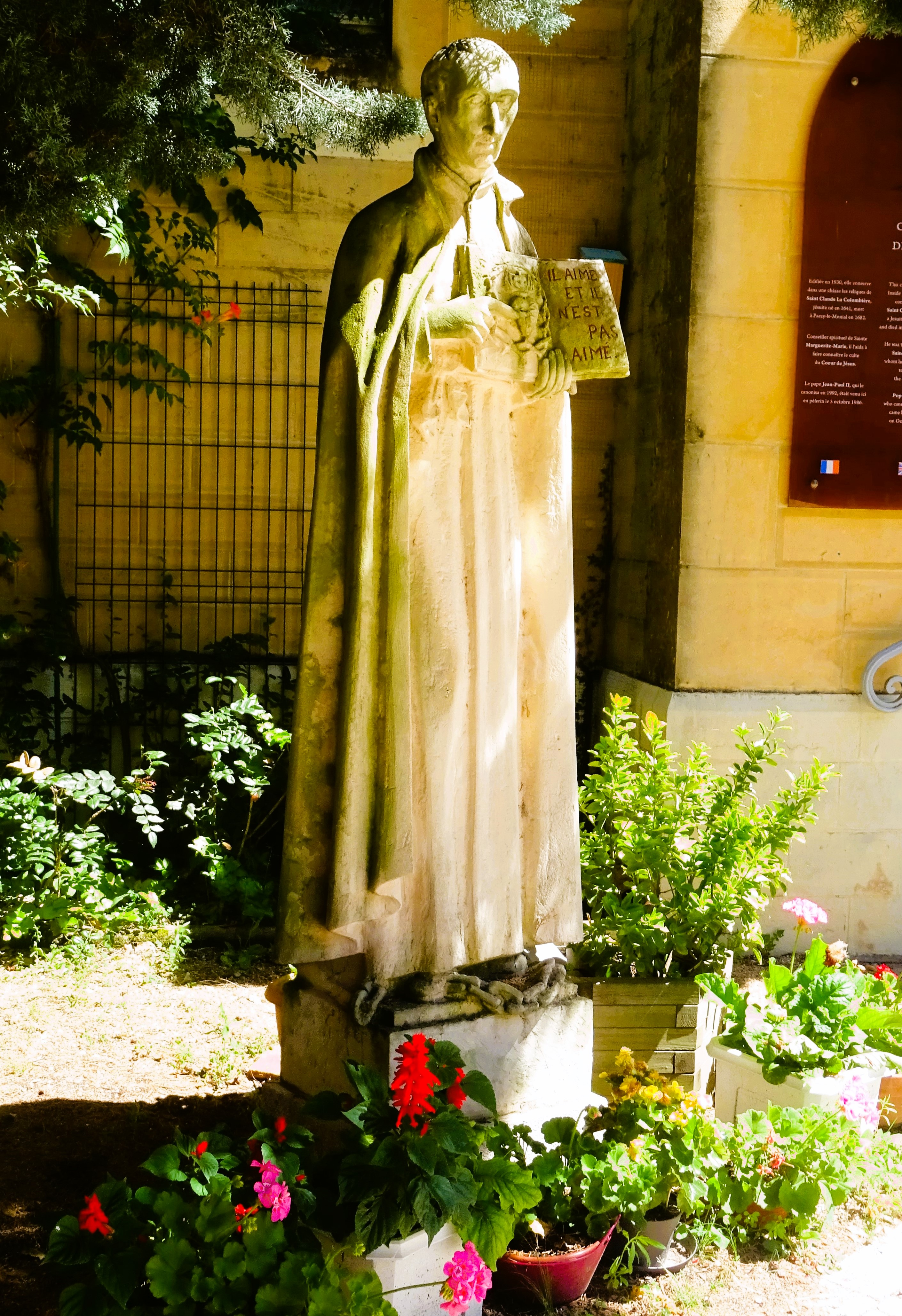
Statue de Claude La Colombière.
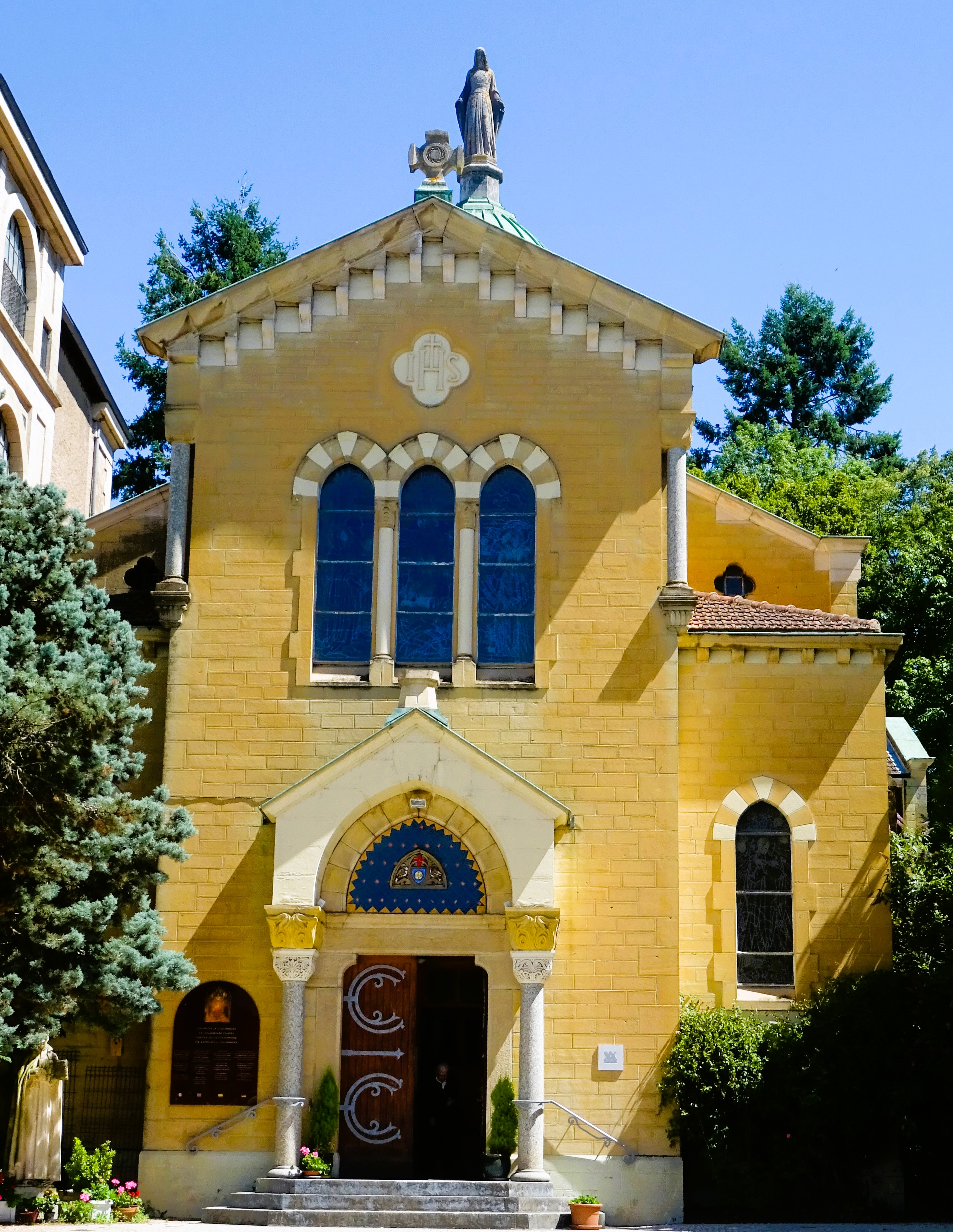
Chapelle de La Colombière.
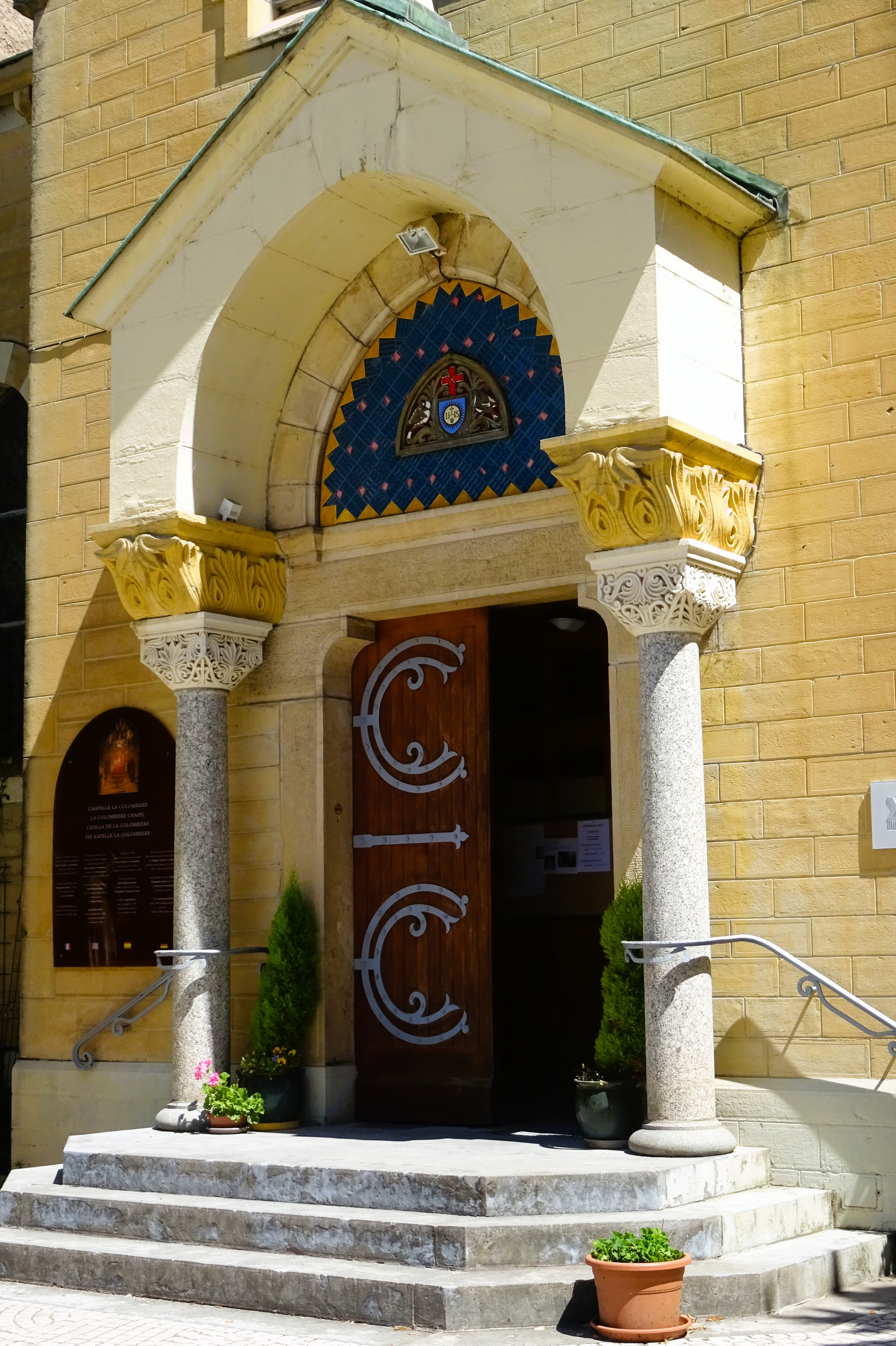
Portail de la chapelle.
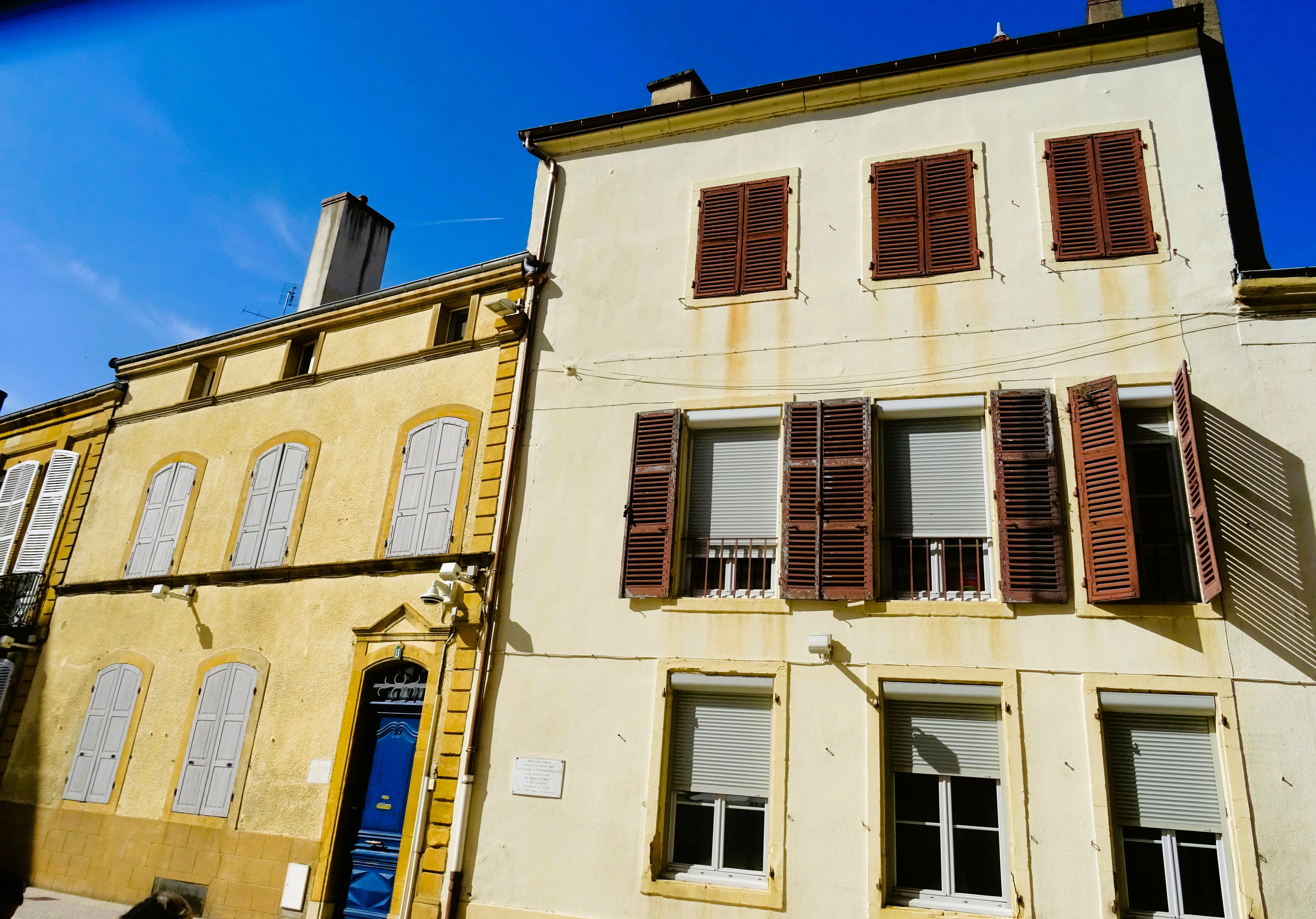
Maison où La Colombière est mort.

## Écrits
Il a laissé de très nombreux écrits :
- Sermons (3 vol.), Lyon, 1684.
- Réflexions chrétiennes, Lyon, 1684.
- Retraite spirituelle, Lyon, 1684.
- Lettres spirituelles, Lyon, 1715.

Des éditions complètes de ses œuvres ont été publiées plusieurs fois :
- Œuvres du R. P. Claude de la Colombière, Avignon, 1832 ; Paris, 1864.
- Œuvres complètes (6 vol.), Grenoble, 1900-1902.
- Écrits spirituels (ed. par André Ravier), Collection 'Christus', Paris, 1962.